# Sheila Dikshit
Sheila Dikshit, née Kapoor le 31 mars 1938 à Kapurthala et morte le 20 juillet 2019 à New Delhi, est une femme politique indienne.
Elle est la ministre en chef de Delhi du 3 décembre 1998 au 8 décembre 2013.